# Hypsipetes
Hypsipetes är ett fågelsläkte i familjen bulbyler inom ordningen tättingar. Släktet har en vid utbredning i stora delar av Asien från Afghanistan och Japan söderut till Filippinerna, Indonesien och Sri Lanka, men också med några arter på öar i västra Indiska oceanen Indelningen nedan med 26 arter följer AviList, vilket även bekräftas av genetiska studier.
- Nikobarbulbyl (H. nicobariensis)
- Filippinbulbyl (H. philippinus)
- Mindorobulbyl (H. mindorensis)
- Streckbröstad bulbyl (H. siquijorensis)
- Serambulbyl (H. affinis)
- Sangihebulbyl (H. platenae)
- Togianbulbyl (H. aureus)
- Banggaibulbyl (H. harterti)
- Moluckbulbyl (H. longirostris)
- Halmaherabulbyl (H. chloris)
- Halmaherabulbyl (H. lucasi)
- Burubulbyl (H. mysticalis)
- Visayabulbyl (H. guimarasensis)
- Mindanaobulbyl (H. everetti)
- Camiguinbulbyl (H. catarmanensis)
- Zamboangabulbyl (H. rufigularis)
- Japansk bulbyl (H. amaurotis)
- Réunionbulbyl (H. borbonicus)
- Madagaskarbulbyl (H. madagascariensis)
- Mauritiusbulbyl (H. olivaceus)
- Vithuvad bulbyl (H. thompsoni)
- Svartbulbyl (H. leucocephalus)
- Tvärstjärtad bulbyl (H. ganeesa)
- Karthalabulbyl (H. parvirostris)
- Mohélibulbyl (H. moheliensis)
- Seychellbulbyl (H. crassirostris)

En utdöd art finns också beskriven: rodriguesbulbyl (Hypsipetes cowlesi).